# Șota Rustaveli
Șota Rustaveli (în georgiană შოთა რუსთაველი) a fost un poet georgian din secolele XII-XIII. El este unul dintre cei mai importanți reprezentați ai literaturii georgiene. Este cunoscut mai ales datorită operei Viteazul în blană de tigru (ვეფხისტყაოსანი, Vepxist'q'aosani), poem epic național georgian.
În semn de omagiu, numele lui Rustaveli a fost atribuit Teatrului Național Dramatic din Georgia, Institutului Teatral din Tbilisi, Institutului de Cercetare Științifică a Literaturii Georgiene din cadrul Academiei de Științe a Georgiei, unui vârf din Caucazul Mare, unei străzi din Ierusalim pe care se află Mănăstirea Sfintei Cruci, principalului bulevard din Tbilisi și unei stații de metrou din același oraș, precum și multor alte străzi din orașe georgiene și din fostul spațiu sovietic.

În perioada Uniunii Sovietice, i-au fost dedicate mai multe timbre poștale:

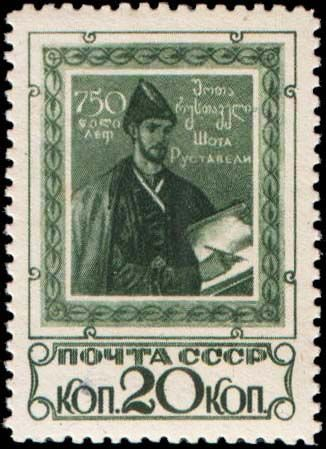
Timbru poștal din URSS, 1938
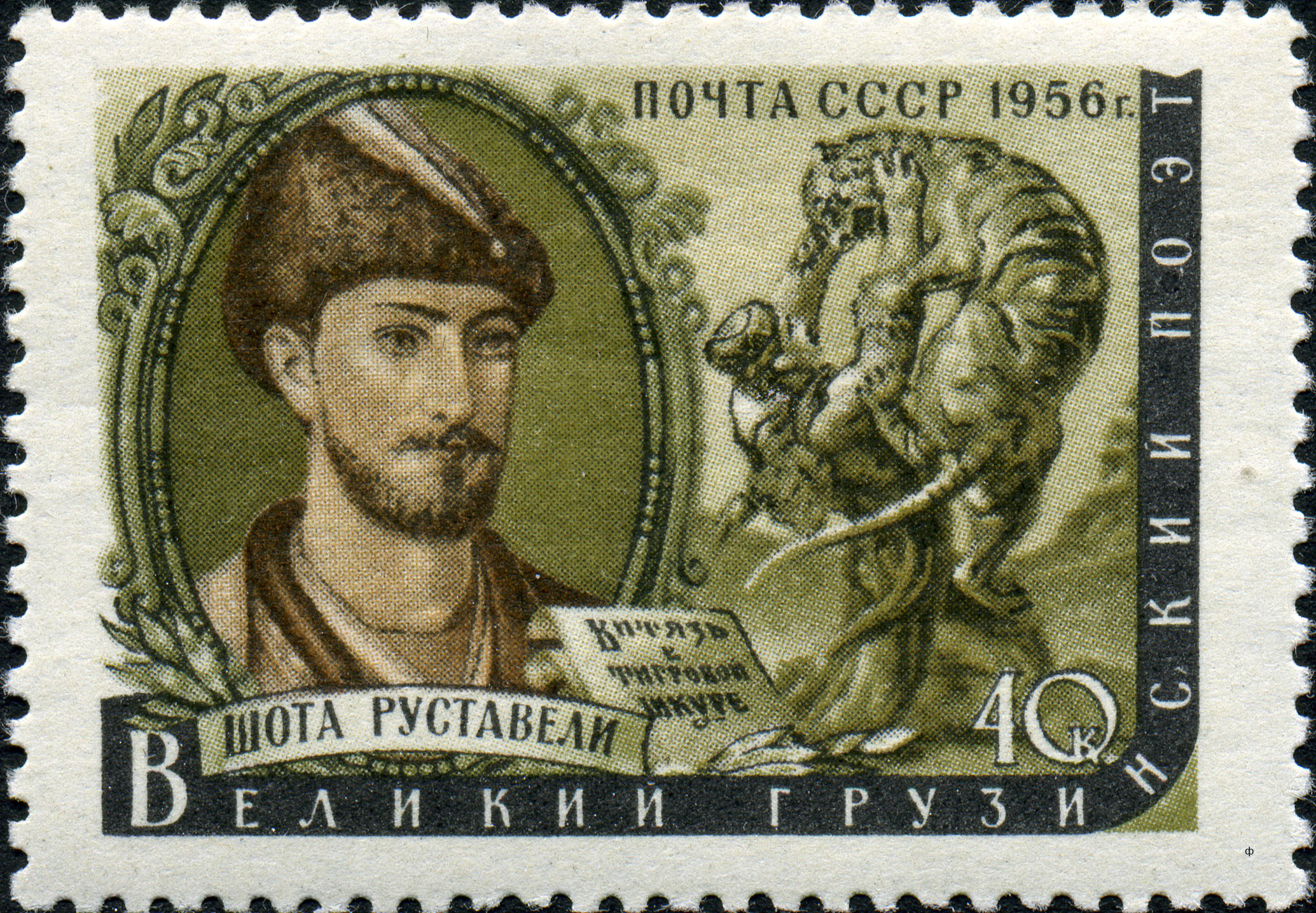
Timbru poștal din URSS, 1956
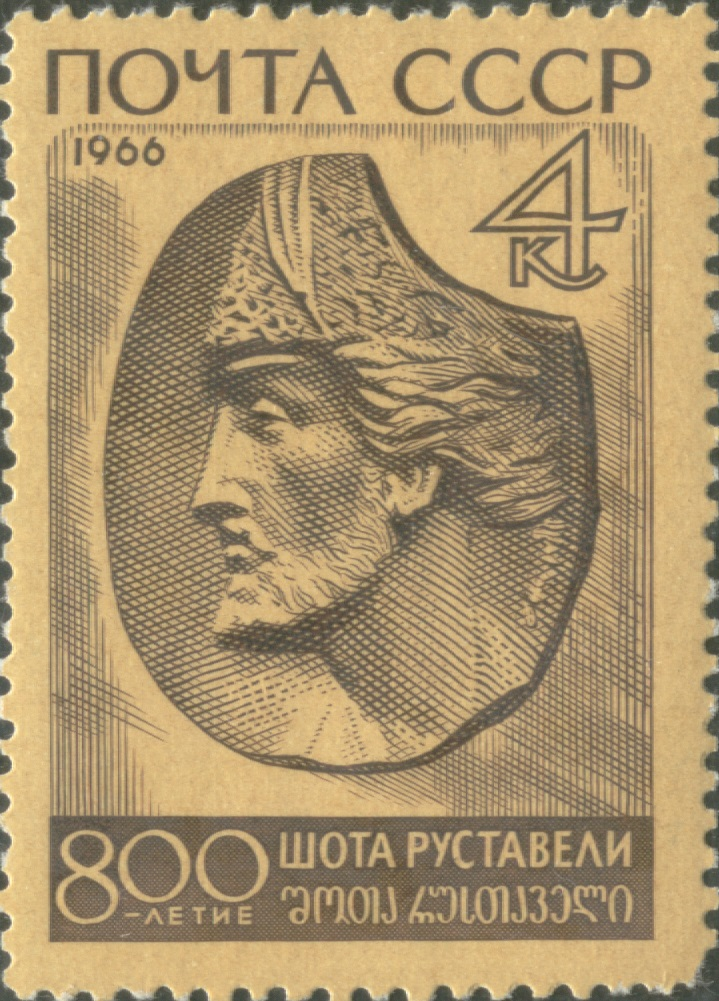
Timbru poștal din URSS, emis cu ocazia împlinirii a 800 de ani de la nașterea poetului